# 5 de octubre
El 5 de octubre es el 278.º (ducentésimo septuagésimo octavo) día del año —el 279.º (ducentésimo septuagésimo noveno) en los años bisiestos— en el calendario gregoriano. Quedan 87 días para finalizar el año.

## Acontecimientos
- 539 a. C.: Caída de Babilonia ante el Imperio persa, según el Libro de Daniel.
- 610: Heraclio es coronado emperador del Imperio romano de Oriente; tras lo cual cambia lengua franca imperial del latín al griego.
- 816: Luis I de Francia es coronado emperador por el papa Esteban IV.
- 869: inicia el Concilio de Constantinopla para deponer al Patriarca de Constantinopla Focio.
- 1143: el Tratado de Zamora reconoce al Reino de Portugal como reino independiente.
- 1550: en Chile, el conquistador español Pedro de Valdivia funda la villa de Concepción del Nuevo Extremo en la bahía del mismo nombre, a unos 500 km al sur de la capital Santiago.
- 1582: en España, Italia, Polonia y Portugal, se salta este día ―entre el jueves 4 de octubre de 1582 y el viernes 15 de octubre― debido a la implementación del calendario gregoriano.
- 1665: en Alemania se funda la Universidad de Kiel.
- 1743: en Chile José Antonio Manso de Velasco funda la villa de Rancagua.
- 1762: en Filipinas, los británicos ocupan la ciudad de Manila.
- 1789: Marcha sobre Versalles para protestar ante el rey Luis XVI de Francia por falta de alimentos.
- 1793: en Francia, el Gobierno declara oficialmente abolido el cristianismo.
- 1793: a orillas del río Paraná, en la encrucijada del Camino Real que se bifurcaba al noroeste (a Córdoba, Bolivia y Perú), y al norte (al Litoral), se inaugura la capilla de Nuestra Señora del Rosario. El caserío construido a su alrededor será declarado «villa» en 1823, y «ciudad» en 1853.
- 1837: en España, se publica la Real Orden por la que se funda el primer Instituto Provincial de Segunda Enseñanza de Murcia.
- 1844: en el mar Caribe se desata la Tormenta de San Francisco de Asís. En La Habana (Cuba), el huracán deja 100 muertos, incontables heridos, y 2546 casas derrumbadas. En la bahía de La Habana se hunden 13 buques mercantes.
- 1872: en Buenos Aires, el presidente Domingo F. Sarmiento, funda la Escuela Naval Argentina
- 1884: Imperio español en Asia y Oceanía, en la actual provincia de Dávao del Sur se crea el municipio de Santa Cruz.
- 1906: en la provincia de Buenos Aires (Argentina) se funda el pueblo de Darregueira.
- 1908: en Bulgaria, el zar Fernando I proclama la independencia del país.
- 1908: el emperador Francisco José I firma la anexión de Bosnia-Herzegovina al Imperio austrohúngaro.
- 1910: en Portugal, tras el triunfo de la revolución, es derrocado el rey Manuel II y se establece la Primera República Portuguesa.
- 1914: en el marco de la Primera Guerra Mundial, el sargento francés Frantz y su mecánico Quenault logran el primer derribo aéreo de la historia.
- 1917: en Guadalajara, México, sale a la venta la primera edición del diario El Informador.
- 1919: se funda el club de fútbol Racing Club de Ferrol.
- 1928: en Madrid (España), la Real Academia Española presenta la nueva gramática del idioma español.
- 1933: en Alemania, el Partido Nazi establece el control absoluto de la prensa.
- 1933: en Cuba se estabiliza el golpe de Estado del dictador Fulgencio Batista.
- 1933: en la barriada de Luyanó (La Habana, Cuba), bandas fascistas del ABC asesinan al dirigente obrero Luis Milián Hernández, miembro del Comité Central de la Liga Juvenil Comunista.[1]
- 1934: en Asturias (España) tiene lugar una revolución en la que la clase obrera toma el poder durante quince días haciendo frente al Gobierno de la República.
- 1938: en Checoslovaquia se planifica la disgregación de la nación.
- 1941: en Alemania se desintegra el 2.º Grupo Panzer.
- 1944: En el marco de la Segunda Guerra Mundial, la ciudad alemana de Bochum es bombardeada por los aliados produciéndose 994 víctimas.[2]
- 1944: Se estrena en el Palacio de la Prensa de Madrid la película El clavo, dirigida por Rafael Gil y protagonizada por Amparito Rivelles y Rafael Durán.
- 1948: en Cuba toca tierra un huracán de categoría 3. De pequeño diámetro, cruza por el sur de la provincia de Pinar del Río, y sale por La Habana.
- 1956: en Colombia se crea Producciones PUNCH por Alberto Peñaranda Restrepo y fue la primera programadora de la Televisión en Colombia cerro sus transmisiones el 19 de mayo de 2000.
- 1957: en Chile, comienza sus transmisiones UCV Televisión, primer canal de televisión del país.
- 1958: a 110 metros de altura (en un globo aerostático), en el área B7b del Sitio de pruebas atómicas de Nevada (a unos 100 km al noroeste de la ciudad de Las Vegas), a las 6:10 (hora local) Estados Unidos detona su bomba atómica Hidalgo, de 0,077 kilotones. A las 8:15 detona la bomba Colfax, de 0,006 kilotones, a 107 metros bajo tierra, en el área U3k. Son las bombas n.º 168 y 169 de las 1132 que Estados Unidos detonó entre 1945 y 1992.
- 1962: en Londres (Reino Unido), la banda británica de rock The Beatles edita su primer sencillo, Love me do. El mismo llegaría al puesto 17.º de las listas y marcaría el inicio del ascenso para el grupo.
- 1962: mientras se buscaba lugar para un observatorio europeo, Bélgica, Alemania, Francia, Países Bajos y Suecia firman la convención de ESO, que marcaría la fundación del Observatorio Europeo del Sur.
- 1962: a 494 metros bajo tierra, en el Área U9ad del Sitio de pruebas atómicas de Nevada (a unos 100 km al noroeste de la ciudad de Las Vegas), a las 9:00 (hora local), Estados Unidos detona su bomba atómica Mississippi, de 115 kilotones. Es la bomba n.º 290 de las 1132 que Estados Unidos detonó entre 1945 y 1992.
- 1964: en El Cairo (Egipto) se inicia la II Conferencia del Movimiento de Países No Alineados (NOAL).
- 1968: en Estados Unidos, el cantante José Feliciano, durante la Serie Mundial de Béisbol, es el primero en cantar de manera estilizada el himno nacional.
- 1969: en Londres (Reino Unido), Monty Python emite su primer capítulo de la serie Monty Python’s Flying Circus en la cadena BBC.
- 1973: el cantautor británico Elton John, publica su séptimo álbum de estudio, Goodbye Yellow Brick Road.
- 1983: es descubierto el asteroide 9007 James Bond.
- 1988: en Chile se realiza el plebiscito nacional, por el cual el pueblo rechaza la continuidad y permanencia en el poder del dictador Augusto Pinochet hasta 1997. Al año siguiente se convocan elecciones para elegir un nuevo presidente y un nuevo Congreso Nacional.
- 1991: Linus Torvalds anuncia por primera vez (en comp.os.minix) sobre el sistema informático Linux.
- 1994: en Suiza, 48 personas pertenecientes a la secta Orden del Templo Solar se suicidan colectivamente.
- 1995: En Venezuela se logra con éxito la reproducción en cautiverio del Oso Frontino(Tremarctos ornatus) en el Programa de reproducción y preservación del Oso Frontino del Zoológico Gustavo Rivera.
- 1995: en Guatemala, el ejército asesina a 11 campesinos de la comunidad Aurora del Ocho de Octubre, para desanimar el retorno de los exilados en México.
- 1995: en Bosnia, el enviado estadounidense Richard Holbrooke pacta un alto al fuego entre los frentes.
- 2000: en Perú, el Congreso aprueba la reducción del mandato del presidente Alberto Fujimori.
- 2013: en el parque El Rejón de la ciudad de Chihuahua (México), un camión monstruo que era parte del espectáculo Extremo Aero Show se sale de control y arrolla a decenas de espectadores. Mueren 5 adultos y 4 niños y 80 personas resultan lesionadas.
- 2014: en el hospital Robert Reid Cabral de la ciudad de Santo Domingo (República Dominicana) mueren 11 niños por una avería en el oxígeno de este hospital.[3]
- 2021: en Argentina, Elena Highton, única ministra mujer de la Corte Suprema de Justicia, presenta su renuncia al cargo.[4]
- 2021: En San José de la Mariquina (Región de Los Ríos), Chile se quema el supermercado Unimarc ubicado frente a la plaza de armas de dicho pueblo por un incendio feroz. Quedó en llamas.
- 2021: Microsoft  lanza el sistema operativo Windows 11.

## Nacimientos
- 1338: Alejo III de Trebisonda (f. 1390).
- 1520: Alessandro Farnese, cardenal italiano (f. 1589).
- 1658: María de Módena, reina consorte inglesa (f. 1718).
- 1703: Jonathan Edwards, teólogo, filósofo y misionero estadounidense (f. 1758).
- 1712: Francesco Guardi, pintor italiano (f. 1793).
- 1713: Denis Diderot, escritor y filósofo francés, impulsor de la Enciclopedia (f. 1784).
- 1781: Bernard Bolzano, matemático checo (f. 1848).
- 1829: Chester A. Arthur, político y presidente estadounidense entre 1881 y 1885 (f. 1886).
- 1841: Philipp Mainländer, filósofo alemán.
- 1848: Daniel Rebolledo Sepúlveda, Chileno y capitán de Ejército (f. 1908).
- 1848: Guido von List, escritor alemán (f. 1919).
- 1860: Mariano Holguín, sacerdote peruano (f. 1945).
- 1861: Ismael Montes, abogado, militar y político boliviano, 26.º presidente de Bolivia entre 1904 y 1909, y entre 1913 y 1917 (f. 1933).
- 1864: Louis Lumière, inventor francés, creador del cine (f. 1948).
- 1873: Agustín Parrado García, obispo español (f. 1949).
- 1878: Louise Dresser, actriz estadounidense (f. 1965).
- 1879: Peyton Rous, médico estadounidense (f. 1970).
- 1882: Robert Hutchings Goddard, inventor estadounidense (f. 1945).
- 1887: René Cassin, juez francés, premio nobel de la paz en 1968 (f. 1976).
- 1889: Teresa de la Parra, escritora venezolana (f. 1936).
- 1895: Walter Bedell Smith, general estadounidense (f. 1961).
- 1896: Raimundo Fernández-Cuesta, político español (f. 1992).
- 1897: Gaspar Cassadó i Moreu, violonchelista y compositor español (f. 1966).
- 1898: José Camón Aznar, historiador y pensador español (f. 1979).
- 1900: Bing Xin, escritora, traductora y poeta china (f. 1999).
- 1901: John Alton, director de cine estadounidense. (f. 1996).
- 1902: Larry Fine, actor y comediante estadounidense. (f. 1975).
- 1902: Ray Kroc, empresario estadounidense. (f. 1984).
- 1903: M. King Hubbert, geógrafo y físico estadounidense (f. 1989).
- 1903: Germinal Esgleas, anarquista y sindicalista español (f. 1981).
- 1908: Joshua Logan, productor de cine y escritor estadounidense. (f. 1988).
- 1916: Stetson Kennedy, escritor y activista estadounidense (f. 2011).
- 1917: Magda Szabó, escritora, novelista y poeta húngara (f. 2007).
- 1917: Demetrio Zorita Alonso, militar y aviador español (f. 1956).
- 1919: Donald Pleasence, actor británico (f. 1995).
- 1921: Francisco Dotras Lamberti, diplomático, empresario, pintor, escritor y locutor español (f. 2014).
- 1922: José Froilán González, piloto de Fórmula 1 argentino (f. 2013).
- 1922: Ricardo Lavié, actor argentino (f. 2010).
- 1922: Jock Stein, futbolista y entrenador escocés. (f. 1985).
- 1923: Glynis Johns, actriz y cantante británica nacida en Sudáfrica (f. 2024).
- 1924: Aníbal Di Salvo, cineasta argentino (f. 2010).
- 1924: José Donoso, escritor chileno. (f. 1996).
- 1925: Emiliano Aguirre, paleontólogo español (f. 2021).
- 1925: Julio Rodríguez Reyes, cantante portorriqueño, del trío Los Panchos (f. 2013).
- 1926: Mariano Ozores, actor y humorista español.
- 1930: Cristina Berys, actriz argentina (f. 1994).
- 1930: Miguel Báez y Espuny "El Litri", torero español (f. 2022).
- 1930: Reinhard Selten, economista alemán (f. 2016).
- 1930: Hermilo Novelo, músico mexicano (f. 1983).
- 1930: June Almeida, viróloga escocesa (f. 2007).
- 1931: Ismael Rivera, cantante puertorriqueño (f. 1987).
- 1931: Fernando Siro, actor argentino (f. 2006).
- 1936: Vaclav Havel, escritor y presidente checo (f. 2011).
- 1939: A. R. Penck, escultor y pintor alemán (f. 2017).
- 1939: Carmen Salinas, actriz, comediante, política y empresaria teatral mexicana (f. 2021).
- 1939: Marie Laforêt, actriz y cantante francesa de origen armenio (f. 2019).
- 1941: Orlando Barone, periodista argentino.
- 1941: Eduardo Duhalde, político, abogado y notario argentino, presidente interino de Argentina entre 2002 y 2003.
- 1943: Luis Cordara, actor argentino (f. 2003).
- 1947: Brian Johnson, cantante británico, de la banda AC/DC.
- 1949; Klaus Ludwig, piloto de automovilismo alemán.
- 1950: Eddie Clarke, guitarrista británico, de la banda Motörhead (f. 2018)
- 1950: Jeff Conaway, actor estadounidense (f. 2011).
- 1950: Laura Gemser, actriz erótica, modelo y diseñadora neerlandesa.
- 1951: Karen Allen, actriz estadounidense.

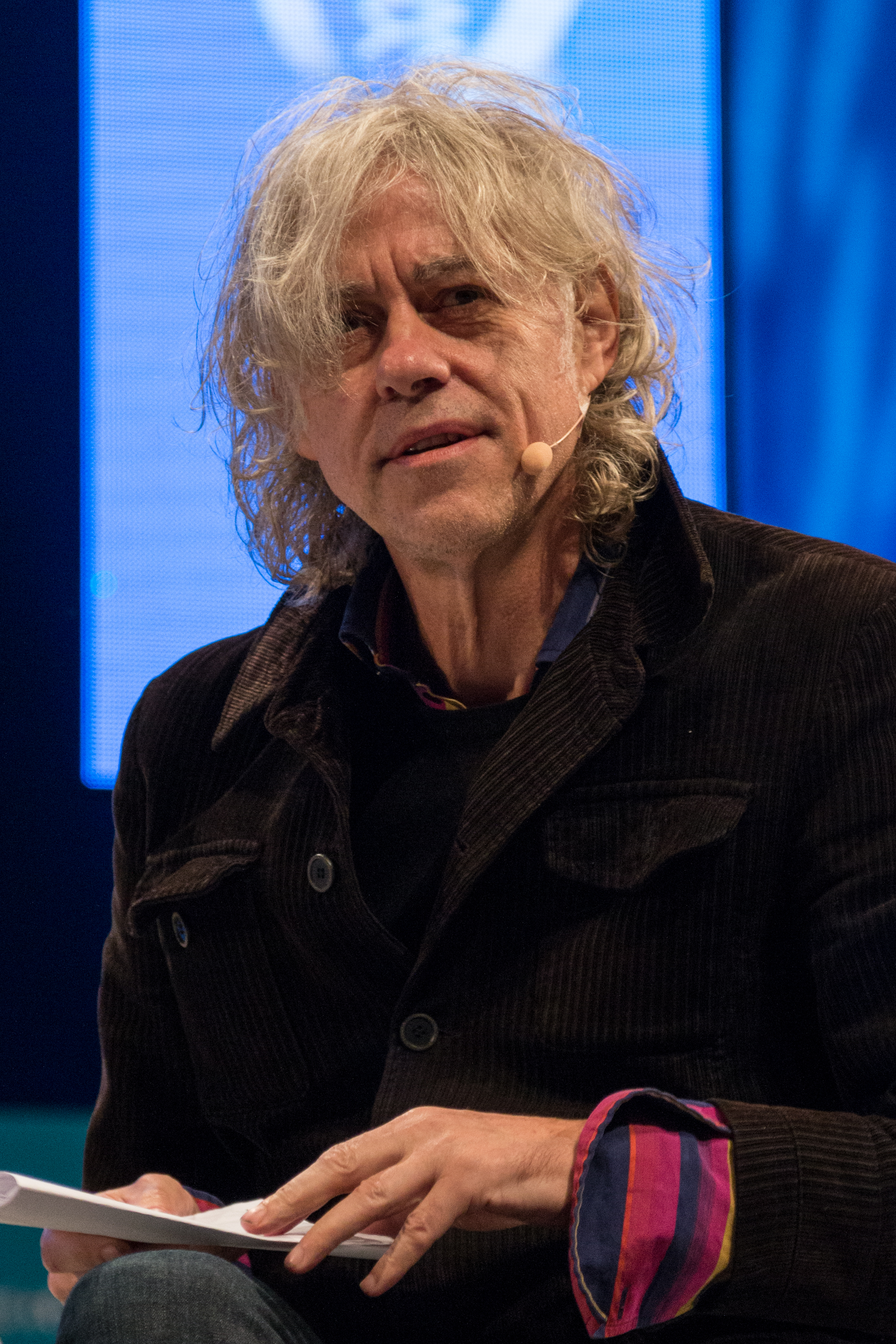
Bob Geldof

- 1951: Bob Geldof, músico y activista político irlandés.
- 1952: Clive Barker, escritor y cineasta británico.
- 1952: David Lebón, músico argentino.
- 1952: Emomali Rahmon, presidente de Tayikistán.
- 1955: Sandra Torres, política guatemalteca.
- 1957: Bernie Mac, actor y comediante estadounidense (f. 2008).
- 1957: Lee Thompson, músico, saxofonista y escritor británico, de la banda Madness.
- 1958: Viviane Senna, empresaria brasileña.
- 1958: Antonio Di Gennaro, futbolista italiano.
- 1958: Neil deGrasse Tyson, astrónomo y divulgador científico estadounidense.
- 1959: Ernesto Laguardia, actor y presentador mexicano.
- 1959: Maya Lin, artista y arquitecta estadounidense.
- 1960: Daniel Baldwin, actor estadounidense.
- 1960: Careca, futbolista brasileño.
- 1961: Guillermo Calabrese, cocinero y conductor de televisión argentino (f. 2023).
- 1962: Michael Andretti, piloto de automovilismo estadounidense.
- 1963: Charlotte Link, escritora alemana.
- 1964: Dave Dederer, guitarrista estadounidense, de las bandas The Presidents of the United States of America y Loaded.
- 1964: Keiji Fujiwara, actor japonés de doblaje (f. 2020).
- 1965: Carlos Alberto Mayor, futbolista y entrenador argentino.
- 1965: Mario Lemieux, jugador canadiense de hockey sobre hielo.
- 1966: Xabier Carbayeda, ciclista español.
- 1966: Julio Milostich, actor chileno
- 1967: Johnny Gioeli, cantante estadounidense de rock
- 1967: Guy Pearce, actor británico.
- 1968: Sam Rockwell, actor estadounidense.
- 1968: Fabián Estay, futbolista chileno.
- 1970: Josie Bissett, actriz estadounidense.
- 1971: Alfredo Berti, futbolista argentino.
- 1971: Ale Sergi, cantante argentino, de la banda Miranda.
- 1971: Mauricio Pellegrino, futbolista y entrenador argentino.
- 1971: Bertrand Crasson, futbolista belga.
- 1972: Grant Hill, baloncestista estadounidense.
- 1972: Tom Hooper, cineasta británico.
- 1972: Rosa María Seoane López, abogada del Estado española.
- 1974: Jeff Strasser, futbolista luxemburgués.

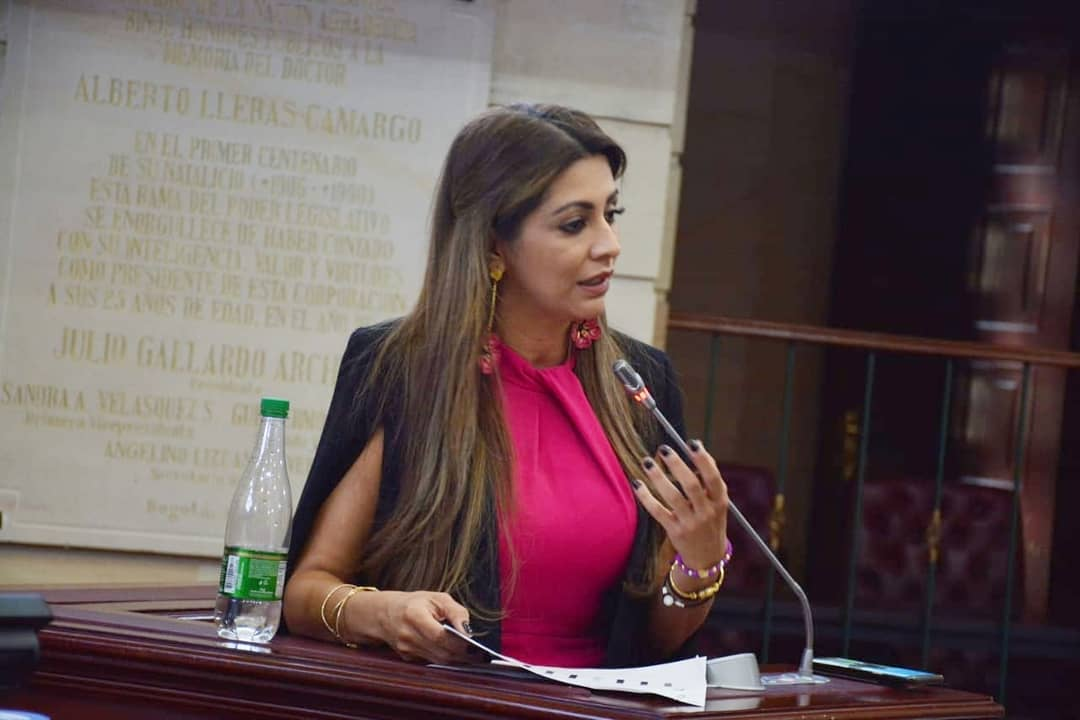
Adriana Magali Matiz

- 1975: Parminder Nagra, actriz británica de origen indio.
- 1975: Kate Winslet, actriz británica.
- 1975: Adriana Magali Matiz, política colombiana.
- 1976: Mauro Colagreco, chef argentino.
- 1976: Kátia Aveiro, cantante portuguesa.
- 1976: Ramzan Kadyrov, presidente checheno.
- 1977: Ángel Martín, cómico, guionista, actor y presentador de televisión español.
- 1977: Wendy Vera, compositora, cantautora y productora musical ecuatoriana.
- 1977: José Fernando Fumagalli, futbolista brasileño.
- 1978: James Valentine, guitarrista estadounidense, de la banda Maroon 5.
- 1978: Gustavo Biscayzacú, futbolista uruguayo.
- 1979: Vincenzo Grella, futbolista australiano.
- 1979: Julio César Cáceres, futbolista paraguayo.
- 1979: Patricia Conde, cómica, guionista, actriz y presentadora de televisión española.
- 1979: Ximena Herrera, actriz boliviano-mexicana.
- 1980: Paul Thomas, bajista estadounidense, de la banda Good Charlotte.
- 1981: Tito el Bambino, cantante puertorriqueño.
- 1981: Joel Lindpere, futbolista estonio.
- 1981: Mikel Aurrekoetxea Gómez, futbolista español.
- 1981: Kenta Kifuji, futbolista japonés.
- 1982: Rustam Judzhámov, futbolista ucraniano.
- 1983: Nicky Hilton, socialite, modelo profesional y diseñadora estadounidense.
- 1983: Jesse Eisenberg, actor estadounidense.
- 1983: Alexi Ogando, beisbolista dominicano.
- 1983: Noot Seear, modelo y actriz canadiense.
- 1983: Juan Manuel Vargas, futbolista peruano.
- 1983: Jadson, futbolista brasileño.
- 1983: Ebert William Amâncio, futbolista brasileño.
- 1983: Mosab Balhous, futbolista sirio.
- 1984: Kenwyne Jones, futbolista trinitense.
- 1984: Glenn McMillan, actor brasileño.
- 1985: Nicola Roberts, cantante británica, de la banda Girls Aloud.
- 1985: Darryn Purcell, remero australiano.
- 1987: Kevin Mirallas, futbolista belga.
- 1987: Park So-yeon, cantante surcoreana, de la banda T-ara.
- 1987: Javier Villa, piloto de GP2 español.
- 1987: Luigi Vitale, futbolista italiano.
- 1988: Sam Warburton, rugbista galés.
- 1989: Kenshō Ono, seiyū japonés.
- 1989: Gerardo Ortiz, cantante y autor del género mexicano.
- 1989: Diogo Ferreira, futbolista australiano.
- 1989: Daniele Ratto, ciclista italiano.
- 1989: Tomáš Číp, balonmanista checo.
- 1990: Federico Delbonis, tenista argentino.
- 1990: Pia Pakarinen, modelo finlandesa.
- 1990: Ali Mabkhout, futbolista emiratí.
- 1991: Davide Petrucci, futbolista italiano.
- 1991: Xiao Zhan, actor y cantante chino.
- 1991: Amjad Kalaf, futbolista iraquí.
- 1992: Mercedes Lambre, actriz y cantante argentina.
- 1992: Christoffer Nyman, futbolista sueco.
- 1993: Wismichu, youtuber español.
- 1994; Julio Moncada, futbolista hondureño.
- 1995: Niels Rasmussen, ciclista danés.
- 1996: Luis Miguel Acevedo, futbolista uruguayo.
- 1996: Andrei Aradoaie, boxeador rumano.
- 1996: David Bates, futbolista británico-escocés.
- 1996: Santiago Comesaña Veiga, futbolista español.
- 1996: Shannon Gomez, futbolista trinitense.
- 1996: Henry Ayala, futbolista hondureño.
- 1996: Christian Borrego, futbolista español.
- 1997: Florian Faber, arquero suizo.
- 1997: Walter Chigüila, futbolista salvadoreño.
- 1997: Letícia Oro Melo, atleta brasileña.
- 1998: Exequiel Palacios, futbolista argentino.
- 1998: Mateo Hernández, futbolista argentino.
- 1998: Antoine Viquerat, nadador francés.
- 1998: Alberto Cabrera, baloncestista español.
- 1998: Allan Dahl Johansson, patinador de velocidad noruego.
- 1998: Francisco Saubidet Birkner, regatista argentino.
- 1998: Rivaldo Lozano, futbolista mexicano.
- 1998: Laviska Shenault Jr., jugador de fútbol americano estadounidense.
- 1998: Buddy Kennedy, beisbolista estadounidense.
- 1999: Lewis Cine, jugador de fútbol americano estadounidense.
- 1999: Mahmoud Jaber, futbolista israelí.
- 2000: Gabriel Brazão, futbolista brasileño.
- 2000: Matus Vojtko, futbolista eslovaco.
- 2001: Dalila Bela, actriz canadiense de genealogía latina.
- 2001: Jonatan Hellvig, voleibolista sueco.
- 2001: Gervon Dexter, jugador de fútbol americano estadounidense.
- 2001: Alberto Quintana Moreno, futbolista español.
- 2001: Matheus Martinelli, futbolista brasileño.
- 2002: Tameem Al-Abdullah, futbolista catarí.
- 2002: Milan Vukotić, futbolista montenegrino.
- 2005: Asa Newell, baloncestista estadounidense.
- 2006: Jacob Tremblay, actor canadiense.

## Fallecimientos
- 578: Justino II, emperador bizantino (n. 520).
- 610: Focas, emperador bizantino (n. 547).
- 989: Enrique III, aristócrata carintio (n. 940).
- 1056: Enrique III el Negro, emperador del Sacro Imperio Romano Germánico (n. 1017).
- 1258: Felipe III de Francia, rey francés (n. 1245).
- 1398: Blanca de Évreux, reina consorte de Francia (n. 1331).
- 1524: Joachim Patinir, pintor flamenco  (n. 1480).
- 1565: Lodovico Ferrari, matemático italiano (n. 1522).
- 1606: Philippe Desportes, poeta francés (n. 1546).
- 1793: José del Castillo, pintor español (n. 1737).
- 1805: Charles Cornwallis, militar y gobernador colonial británico (n. 1738).
- 1815: Juan Hipólito Vieytes, economista y periodista argentino (n. 1762).
- 1816: Camilo Torres Tenorio, abogado y político colombiano (n. 1766).
- 1837: Hortensia de Beauharnais, reina de Países Bajos y madre de Napoleón III (n. 1783).
- 1851: Marie Jules César Lelorgne de Savigny, botánico francés (n. 1777).
- 1871: Aleksandr Afanásiev, escritor y folclorista ruso (n. 1826).
- 1880: Jacques Offenbach, compositor alemán (n. 1819).
- 1885: Daniel Alcides Carrión, estudiante peruano, mártir de la medicina (n. 1857).
- 1905: Carlos Walker Martínez, escritor y político chileno (n. 1842).
- 1918: Roland Garros, aviador francés (n. 1888).
- 1933: Renée Adorée, actriz francesa (n. 1898).
- 1935: Pío Tamayo, poeta y precursor del pensamiento marxista en Venezuela (n. 1898).
- 1938: Maria Faustyna Kowalska, monja católica polaca (n. 1905).
- 1940: Silvestre Revueltas, músico mexicano (n. 1899).
- 1957: José Leandro Andrade, futbolista uruguayo (n. 1901).
- 1974: Miguel Enríquez, político chileno, secretario general del Movimiento de Izquierda Revolucionaria (n. 1944).
- 1976: Lars Onsager, químico noruego, premio nobel de química en 1968 (n. 1903).
- 1981: Gloria Grahame, actriz estadounidense (n. 1923).
- 1983: Earl Tupper, inventor estadounidense, fundador de la compañía Tupperware (n. 1907).
- 1984: Leonard Rossiter, actor británico (n. 1926).
- 1986: Diego Angulo Íñiguez, historiador de arte y ensayista español (n. 1901).
- 1986: James H. Wilkinson, matemático británico (n. 1919).
- 1992: Enrique Kicho Díaz, contrabajista y bandoneonista de tango argentino (n. 1918).
- 1992: Eddie Kendricks, cantante y compositor estadounidense, de la banda The Temptations (n. 1939).
- 1992: Apa Sahib Pant, político, diplomático y escritor indio (n. 1912).
- 1996: Seymour Cray, empresario estadounidense (n. 1925).
- 1997: Federico Gallo, periodista español (n. 1930).
- 1997: Brian Pillman, luchador profesional y jugador de Fútbol Americano (n. 1962).
- 2000: Cuco Sánchez, cantante mexicano (n. 1921).
- 2002: José Botella Llusiá, investigador y ginecólogo español (n. 1912).
- 2003: Neil Postman, crítico cultural estadounidense (n. 1931).
- 2004: Rodney Dangerfield, actor y comediante estadounidense (n. 1921).
- 2004: Maurice Wilkins, físico neozelandés, codescubridor de la estructura del ADN (n. 1916).
- 2005: Álvaro Domecq Díez, ganadero, rejoneador y empresario español (n. 1917).
- 2007: Fernando Rosas Pfingsthorn, director de orquesta y músico chileno (n. 1931).
- 2009: Giselher Klebe, compositor alemán (n. 1925).
- 2010: Roy Ward Baker, cineasta británico (n. 1916).
- 2010: Bernard Clavel, escritor francés (n. 1923).
- 2010: Jorge Presno, abogado y político uruguayo (n. 1929).
- 2010: Steve Lee, cantante y compositor suizo Gotthard (n. 1963).
- 2011: Niver Arboleda, futbolista colombiano (n. 1967).
- 2011: Bert Jansch, músico británico (n. 1943).

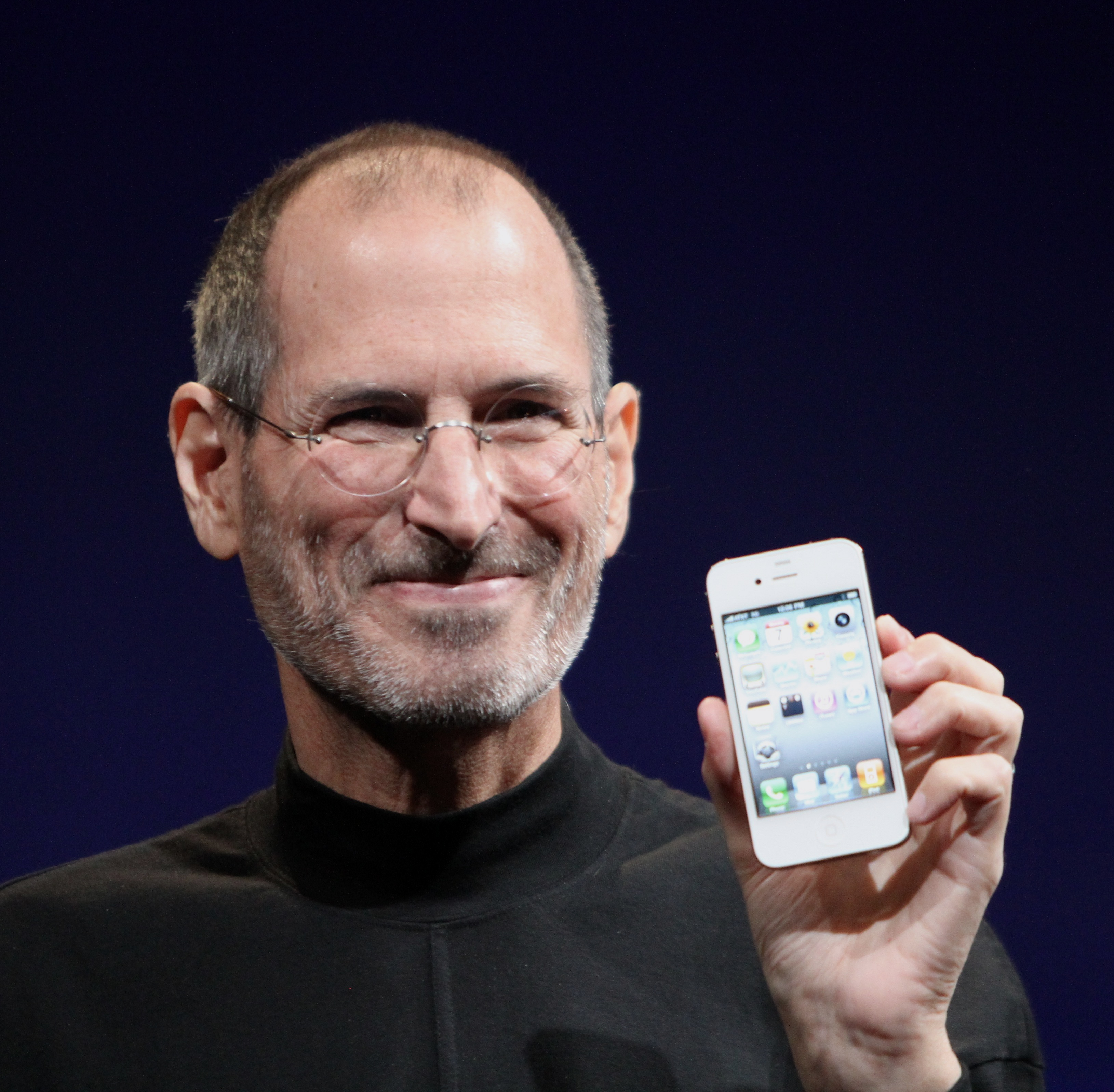
Steve Jobs

- 2011: Steve Jobs, informático y empresario estadounidense, fundador de Apple (n. 1955).
- 2011: Charles Napier, actor estadounidense (n. 1936).
- 2012: Luis Gómez Llorente, político y filósofo español (n. 1939).
- 2013: Carlo Lizzani, director italiano (n. 1922).

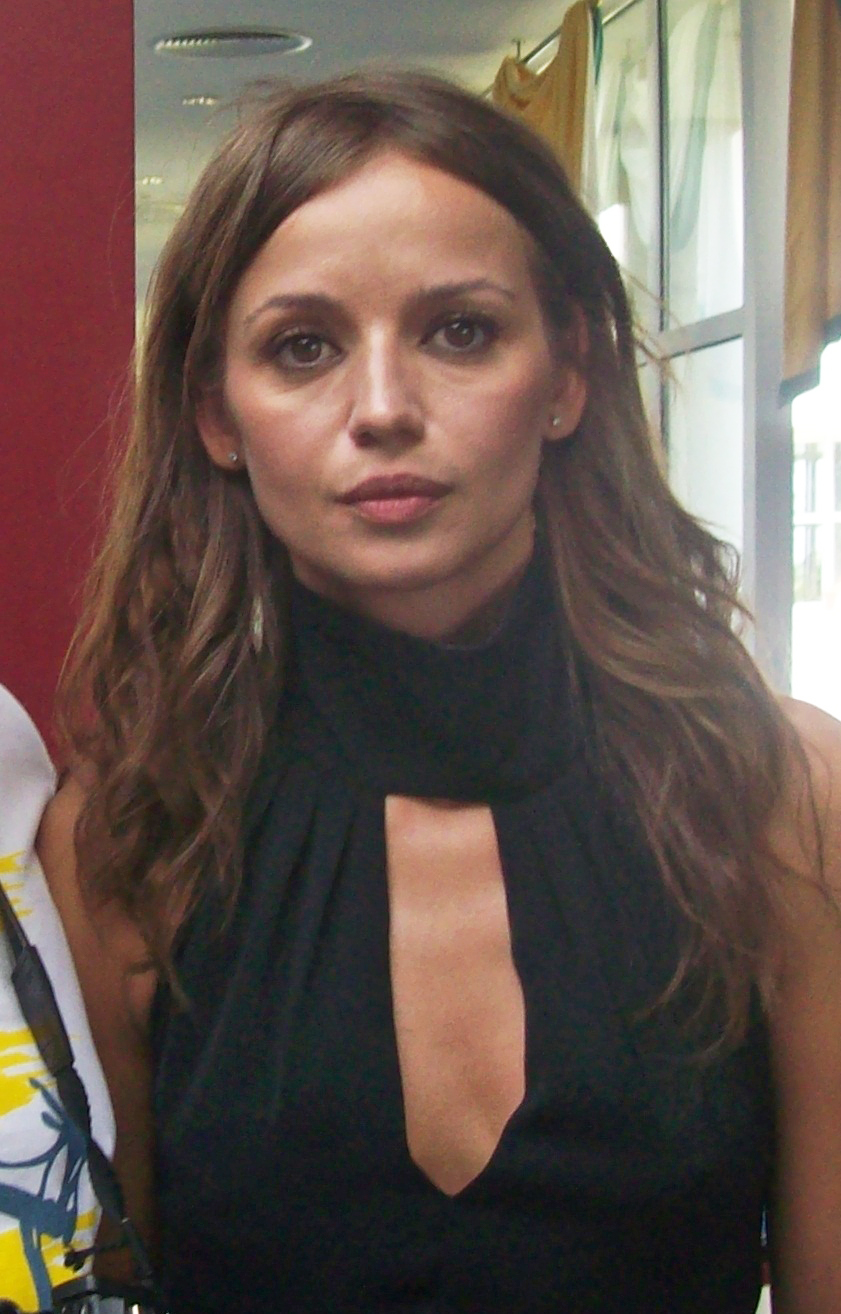
Anna Przybylska

- 2014: Andrea de Cesaris, piloto automovilista italiano (n. 1959).
- 2014: Anna Przybylska, actriz y modelo polaca (n. 1978).
- 2015: Grace Lee Boggs, activista estadounidense (n. 1915).
- 2015: Ana Diosdado, escritora y actriz argentino-española (n. 1938).
- 2015: Henning Mankell, escritor sueco (n. 1948).
- 2015: Carlos de Borbón-Dos Sicilias, aristócrata español (n. 1938).
- 2015: Chantal Akerman, directora de cine y artista belga (n. 1950).
- 2018: Héctor Ulloa, actor colombiano (n. 1936).
- 2020: Margaret Nolan, actriz, modelo de glamour y artista visual británica (n. 1943).
- 2021: Francisca Celsa dos Santos, supercentenaria brasileña (n. 1904).
- 2023: Jacques Chonchol, agrónomo y político chileno (n. 1926).

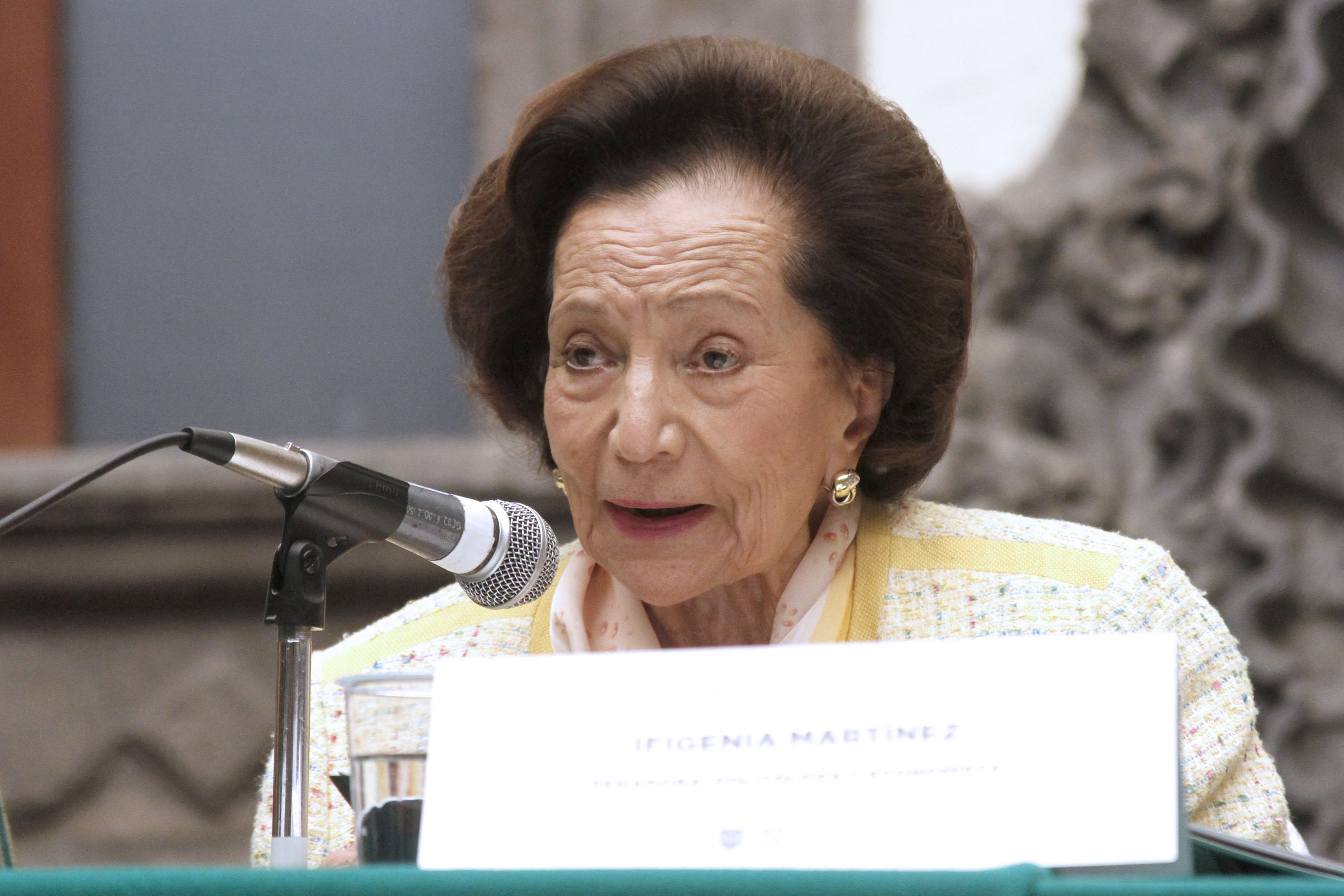
Ifigenia Martínez

- 2024: Ifigenia Martínez, política, economista, catedrática y diplomática mexicana (n. 1925).
- 2024: Bruce Ames, fue un bioquímico estadounidense. (n. 1928).

## Celebraciones
- Día Mundial de los Docentes.[5]

- Día Mundial de la Meningitis.[6]

- Día Mundial de James Bond.[7]

- Día Internacional de la Educación Vial.[8]También llamado Educación para la Seguridad Vial. Para concientizar a la población mundial acerca del aprendizaje de las normas básicas viales para prevenir accidentes de tráfico.

 Por países
(Por orden alfabético)
- Argentina:
  - Día Nacional del Ave.[9]Con el objetivo de proteger a estos animales, es que la Organización de Aves Argentinas, estableció esta fecha.
  - Día del Camino.[10]Se recuerda que el 5 de octubre de 1925 (hace ya 99 años, 7 meses y 20 días) se realizó en Buenos Aires el Primer Congreso Panamericano de Carreteras. Mismo día, 5 de octubre, en 1932 promulgó la Ley Nacional Nº11.658 que estableció la creación de la Dirección Nacional de Vialidad (DNV), encargada del estudio, proyecto, construcción, administración y conservación de la red vial nacional.
  - Aniversario de Dirección Nacional de Vialidad (DNV).[10]
Fundación:  5 de octubre de 1932 (hace ya 92 años).
  -  Día del Especialista Militar en Salvamento y Extinción de Incendios de la Fuerza Aérea Argentina.[11] (Desde 1972).
El cabo Alberto Lorenzo Almagro, integrante de la dotación de Salvamento y Extinción de Incendios de la IV Brigada Aérea, fallece en acto de servicio mientras cumplía maniobras de salvamento y combate de incendios en un avión North American F-86 Sabre Sabre declarado en emergencia. También resultan heridos el suboficial mayor Víctor Fernando Clavel y el soldado conscripto Ramón Isaac Peralta. En conmemoración de este hecho, se declaró este día.
    -  Misiones: 
      - Aniversario de Tobuna.[12]Fundación: 5 de octubre de 1924 (hace ya 100 años).

- Bolivia:
  - Día del Ingeniero Boliviano.

- Indonesia:
  - Día de las Fuerzas Armadas.

- Kiribati:
  - Día de la Educación.[13]

- México:
  - Día Nacional de los Pueblos Mágicos.

- Pakistán:
  - Día del Maestro.

- Paraguay:
  - Día del Camino.[14]

- Perú:
  - Día de la Medicina Peruana.

- Portugal:
  - Día de la República.

- Rusia:
  - Día del Maestro.

- Vanuatu:
  - Día de la Constitución.

- Venezuela:
  - Día Nacional de la Salsa.[15]

### Santoral católico

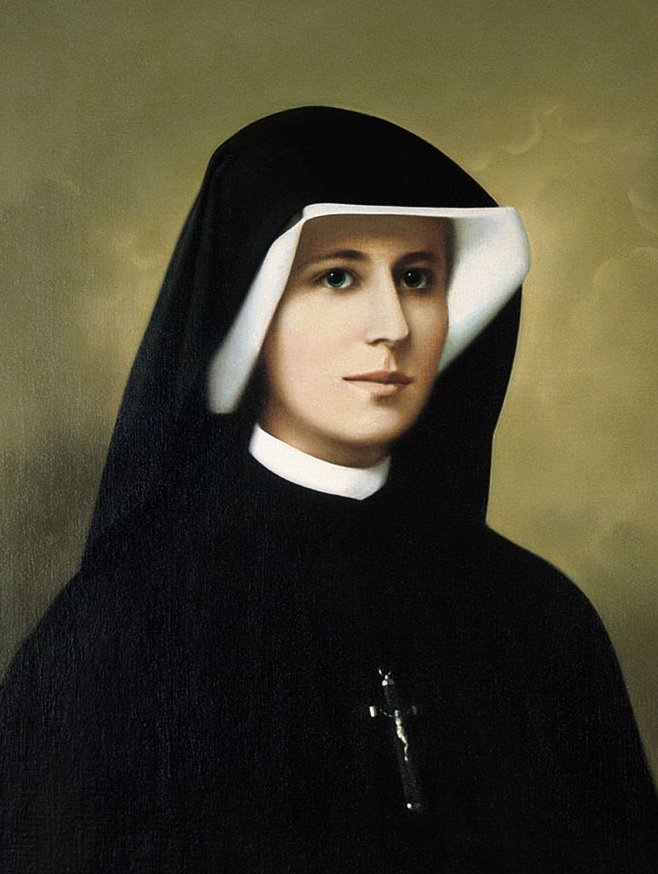
Santa María Faustina Kowalska (f. 1938), virgen, monja católica polaca.

- Santos Mártires de Tréveris (s. IV), mártires.
- Santa Caritina de Corico (s. IV), mártir.
- Santa Mamlaca (f. 343), virgen y mártir.
- San Apolinar de Valence (f. 520), obispo.
- Santos Mauro y Plácido (s. VI), monjes.
- San Jerónimo de Nevers (f. 816), obispo.
- San Meinulfo de Paderborn (f. 857), diácono.
- San Froilán de León (f. 905), eremita y obispo.
- San Atilano de Zamora (f. 916), monje y obispo.
- Santa Flora de Beaulieu (f. 1347), virgen.
- San Tranquilino Ubiarco (f. 1928), presbítero y mártir.
- Santa María Faustina Kowalska (f. 1938), virgen (imagen).
- Beato Pedro de Imola (f. 1320), religioso.
- Beato Santos de Cora (f. 1392), monje.
- Beato Raimundo delle Vigne o Raimundo de Capua (f. 1399), presbítero.
- Beato Mateo Carreri (f. 1470), presbítero.
- Beatos Guillermo Hartley, Juan Hewett y Roberto Sutton (f. 1588), mártires.
- Beato Francisco Javier Seelos (f. 1867), presbítero y misionero.
- Beata Ana Schäffer (f. 1925), virgen.
- Beato Bartolomé Longo (f. 1926), fundador.
- Beato Mariano Skrzypczak (f. 1939), presbítero y mártir.

 Por países
(Por orden alfabético)
- España:
  - La Virgen del Camino (Valverde de la Virgen, León): Fiesta en honor de San Froilán.
  - León: Fiesta en honor de San Froilán.
  - Lugo: Fiesta en honor de San Froilán.
  - Moclín (Granada): Romería del Cristo del Paño.
  - Tarazona (Zaragoza): Fiesta en honor de San Atilano.
  - Trasanquelos (Oza Cesuras. La Coruña): Fiesta en honor de San Salvador.